# Victoria Santa Cruz
Victoria Santa Cruz, nome alla nascita Victoria Eugenia Santa Cruz Gamarra, (Distretto di La Victoria, 27 ottobre 1922 – Lima, 30 agosto 2014), è stata una compositrice, coreografa, designer e insegnante peruviana, esponente dell'arte afro-peruviana.

## Biografia
Figlia di Nicomede Santa Cruz Aparicio e Victoria Gamarra, cominciò nel mondo dello spettacolo con il gruppo di danza e teatro Cumanana (1958), con il fratello minore Nicomedes Santa Cruz Gamarra, famoso decimista e poeta. Con una borsa di studio del governo francese, si recò a Parigi per studiare all'Università del Teatro delle Nazioni (1961) ed alla Scuola Superiore di Studi Coreografici. In quest'ultima si distinse come creatrice e designer dei costumi dell'opera Retablillo de don Cristóbal, di Federico García Lorca, e in La rosa de papel, di Ramón del Valle Inclán.
Tornata nel suo paese, nel 1968 fondò la compagnia Teatro y Danzas Negras del Perú, con la quale ha tenuto presentazioni nei migliori teatri nazionali ed in televisione. Questo gruppo ha rappresentato il Perù nelle festività in occasione dei Giochi olimpici del Messico del 1968, in cui ricevette una medaglia e un diploma per il suo lavoro.
Più tardi, nel 1969, fece un giro in diverse città degli Stati Uniti e al ritorno a Lima nel maggio dello stesso anno fu nominata direttrice del Centro de Arte Folclórico, oggi Escuela de Folc. Nella prima edizione del Festival y Seminario Latinoamericano in televisione organizzato dall'Universidad Católica de Chile nel 1970, vinse il premio come miglior folklorista, e l'anno successivo fu invitata dal governo della Colombia a partecipare al Festival di Cali. Ha prestato servizio come direttore di scena del Primo Festival de Arte Negro del Perú, organizzato nella città di Cañete nel 1971, un evento gestito da suo fratello Nicomede. Fu direttrice del Gruppo Nazionale del Folklore dell'Istituto Nazionale della Cultura (INC) tra il 1973 e il 1982 e in questa posizione  fece un tour di successo degli Stati Uniti, in Canada, El Salvador, Guatemala, Francia, Belgio, Svizzera e nel Principato di Monaco.
Una volta terminato il suo incarico, lavorò come visiting professor (1982), assistente (1983-1989) e vitalizia (1989-1999) presso la Carnegie Mellon University. Ha diretto workshop in diversi paesi come Russia, Israele, Canada, Danimarca, Spagna, Italia e Argentina.
Viveva a Lima quando morì all'età di 91 anni, a causa della sua età avanzata e di un indebolimento della sua salute.